# Liste der Monuments historiques in La Villeneuve-les-Convers
Die Liste der Monuments historiques in La Villeneuve-les-Convers führt die Monuments historiques in der französischen Gemeinde La Villeneuve-les-Convers auf.

## Liste der Immobilien
| Bezeichnung          | Beschreibung | Standort                 | Kennzeichnung | Schutzstatus | Datum | Bild |
| -------------------- | ------------ | ------------------------ | ------------- | ------------ | ----- | ---- |
| Tumulus im Bois-Vert | Grabhügel    | östlich des Ortes (Lage) | PA00112725    | Classé       | 1927  |      |